# Mont Gamkonora
Pour l’article homonyme, voir Gamkonora (langue).
Le mont Gamkonora, en indonésien Gunung Gamkonora, aussi appelé Gamkanora, Gamkunora, Gammacanore ou encore Gammakunowa, est un volcan d'Indonésie qui constitue le point culminant de Halmahera avec 1 635 mètres d'altitude.

## Géographie
Le mont Gamkonora est situé dans le Nord-Est de l'Indonésie, dans le nord de Halmahera, une île des Moluques. Administrativement, le mont Gamkonora se trouve dans le kabupaten de Halmahera du Nord de la province des Moluques du Nord.
Son sommet est coupé en deux par une série de cratères alignés dans le sens nord-sud.

## Histoire
La première éruption répertoriée du mont Gamkonora s'est produite en 1563 ou 1564. Ses éruptions sont généralement de faible ampleur avec un indice d'explosivité volcanique ne dépassant pas 2. Sa plus importante éruption, d'indice d'explosivité volcanique de 5, a généré des tsunamis qui ont détruit des villages côtiers en 1673.

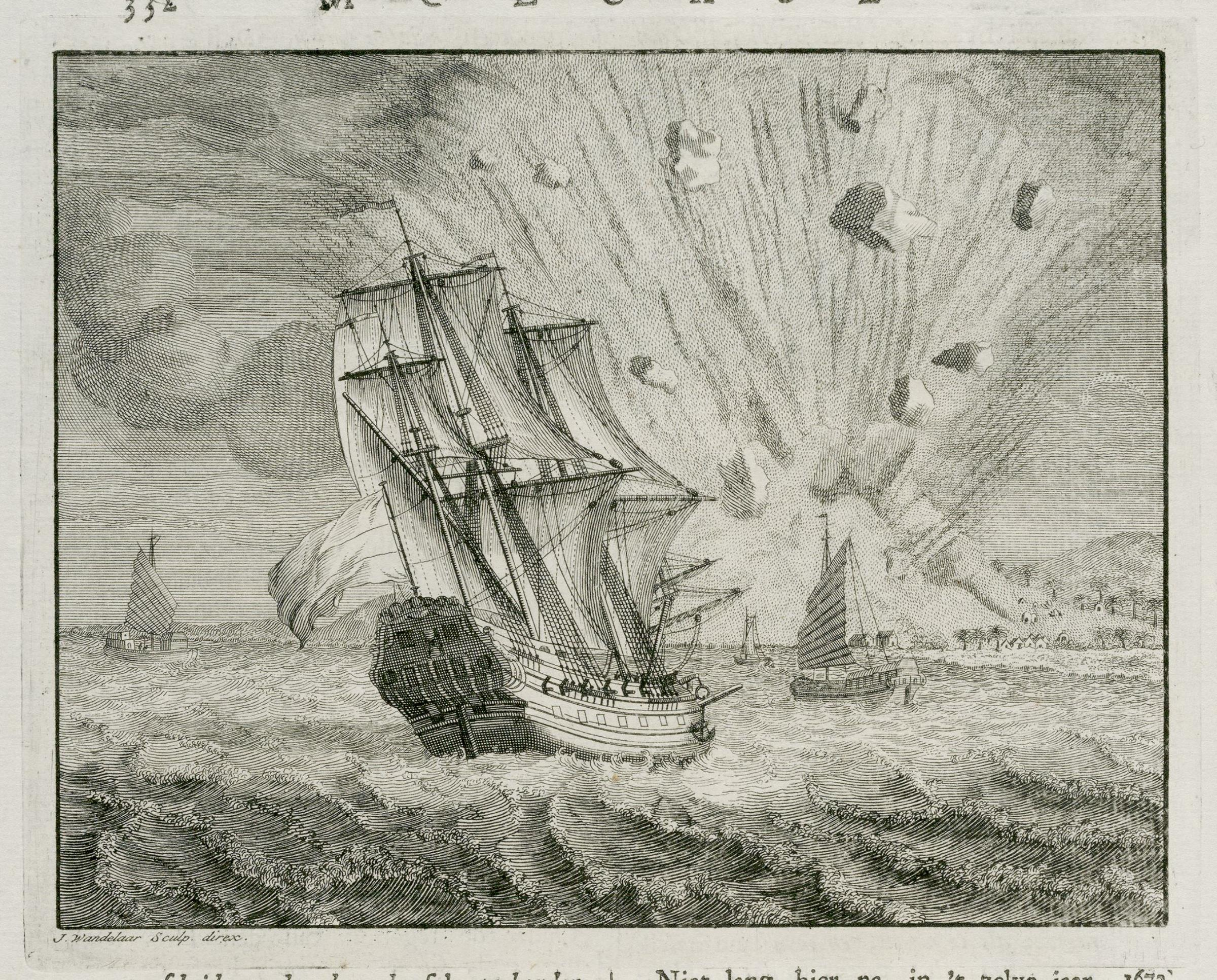
Gravure de 1724 montrant l'éruption du Gamkonora en 1673.